# Thomas Vollnhofer
Thomas Vollnhofer (ur. 2 września 1984 w Oberpullendorf) – austriacki piłkarz grający na pozycji bramkarza w klubie SKN St. Pölten.

## Kariera

### Kariera klubowa
Karierę rozpoczął w 1990 roku w USC Kirchschlag, gdzie przebywał do 1 lipca 1998, kiedy to przeszedł do SKN St. Pölten U-19. 1 lipca 2002 został przesunięty z drużyny młodzieżowej do seniorskiej SKN St. Pölten. 1 lipca 2012 dołączył do SC Wiener Neustadt. 1 lipca 2015 został zawodnikiem First Vienna FC, skąd rok później powrócił do klubu macierzystego, SKN St. Pölten.

### Kariera reprezentacyjna
Zajął trzecie miejsce w Mistrzostwach Europy U-19 w Piłce Nożnej w 2003 roku. Wszystkie cztery mecze reprezentacji Austrii oglądał z ławki.